# Arxipèlag Los Monjes
Los Monjes és un arxipèlag al mar Carib. És una dependència federal de Veneçuela, al nord-oest del Golf de Veneçuela, 34,8 km de la costa de la península de la Guajira, a la frontera entre Colòmbia i l'estat veneçolà de Zulia. Les illes consisteixen en roques s'eleven abruptament sobre el mar, sense cap mena de platges o embarcadors naturals. L'Armada de Veneçuela hi manté una base al sud, on es va construir un moll. La pesca és l'activitat principal al voltant de les illes.
- Monjes del Sud (12° 22′ N 70° 54′ W) es compon de dues grans illes, connectades per un embassament artificial. El sud de les dues illes aconsegueix una altura de 70 metres i compta amb un far.
- Monje de l'Est (12è 24'N 70° 51′ O), una petita roca 5,3 km al nord-est de Monjes del Sud, aconsegueix una altura de 43 m.
- Monjes del Nord (12è 30'N 70° 55′ W), és de 12,3 km NNE de Monjos de l'Est, i consta de cinc petites roques, el més gran dels quals aconsegueix una altura de 41 m.